# Von Siebenthal
 Der er for få eller ingen kildehenvisninger i denne artikel, hvilket er et problem. Du kan hjælpe ved at angive troværdige kilder til de påstande, som fremføres i artiklen.

Slægten von Siebenthal stammer fra Schweiz. På et våbenskjold, står årstallet 1166, og navnet von Siebenthal.[kilde mangler] Navnet henviser til et stort område i Berner Oberland, som i dag hedder Simmental (kendt for en særlig kvægrace). 
Området blev styret af en hertug og han gjorde en landmand Siebenthal til baron. En titel, der gik i arv, så længe slægten ejede store jordområder.
Den første von Siebenthal fra 1166 hed Rodulfus de Septem Vallibus (Rudolf fra de Syv Dale).
Igennem århundreder har von Siebenthal-mænd levet og virket i området med stor energi. En del af dem var embedsmænd og funktionærer.
I det 16. århundrede dukker slægten op i vintersportsstedet Saanen BE og kirkegården i Saanen er fyldt med Siebenthalere.